# 748 Simeïsa
748 Simeïsa è un asteroide della fascia principale del diametro medio di circa 102,97 km. Scoperto nel 1913, presenta un'orbita caratterizzata da un semiasse maggiore pari a 3,9359804 UA e da un'eccentricità di 0,1888810, inclinata di 2,25805° rispetto all'eclittica.
Il suo nome è un omaggio all'osservatorio di Simeiz, situato nei pressi della città di Simeiz, in Crimea.